# Paul Belmondo
Paul Alexandre Belmondo (Boulogne-Billancourt, 23 april 1963) is een Frans autocoureur. Belmondo kwam in 1992 en 1994 uit in de Formule 1 en was ook vaak actief tijdens de 24 uur van Le Mans.

## Carrière
Belmondo begon zijn autosportcarrière in 1979 in de karts en kwam via andere raceklassen in 1987 terecht in de Formule 3000. In die klasse bleef hij vier jaar, waarin hij weinig indruk maakte voor hij in 1992 de kans kreeg in de Formule 1 bij het armlastige March-team. Belmondo was vooral aangenomen vanwege het geld dat hij meebracht en zijn prestaties waren niet goed. Hij kwalificeerde zich vijf keer niet en werd na 11 races vervangen door Emanuele Naspetti.
In 1993 testte hij voor Benetton voordat hij in 1994 instapte bij het nieuwe team Pacific Grand Prix. Achteraf geen al te beste keuze, het team had vanaf het begin geldproblemen en de auto was verouderd en veel te langzaam. Belmondo kon slechts aan twee races deelnemen, doordat andere teams auto's terugtrokken, waardoor er niemand afviel bij de kwalificaties. De finish zag Belmondo beide keren niet.
Hierna ging Belmondo verder in andere raceklassen (vooral GT-kampioenschappen) en startte zijn eigen raceteam in 1998.

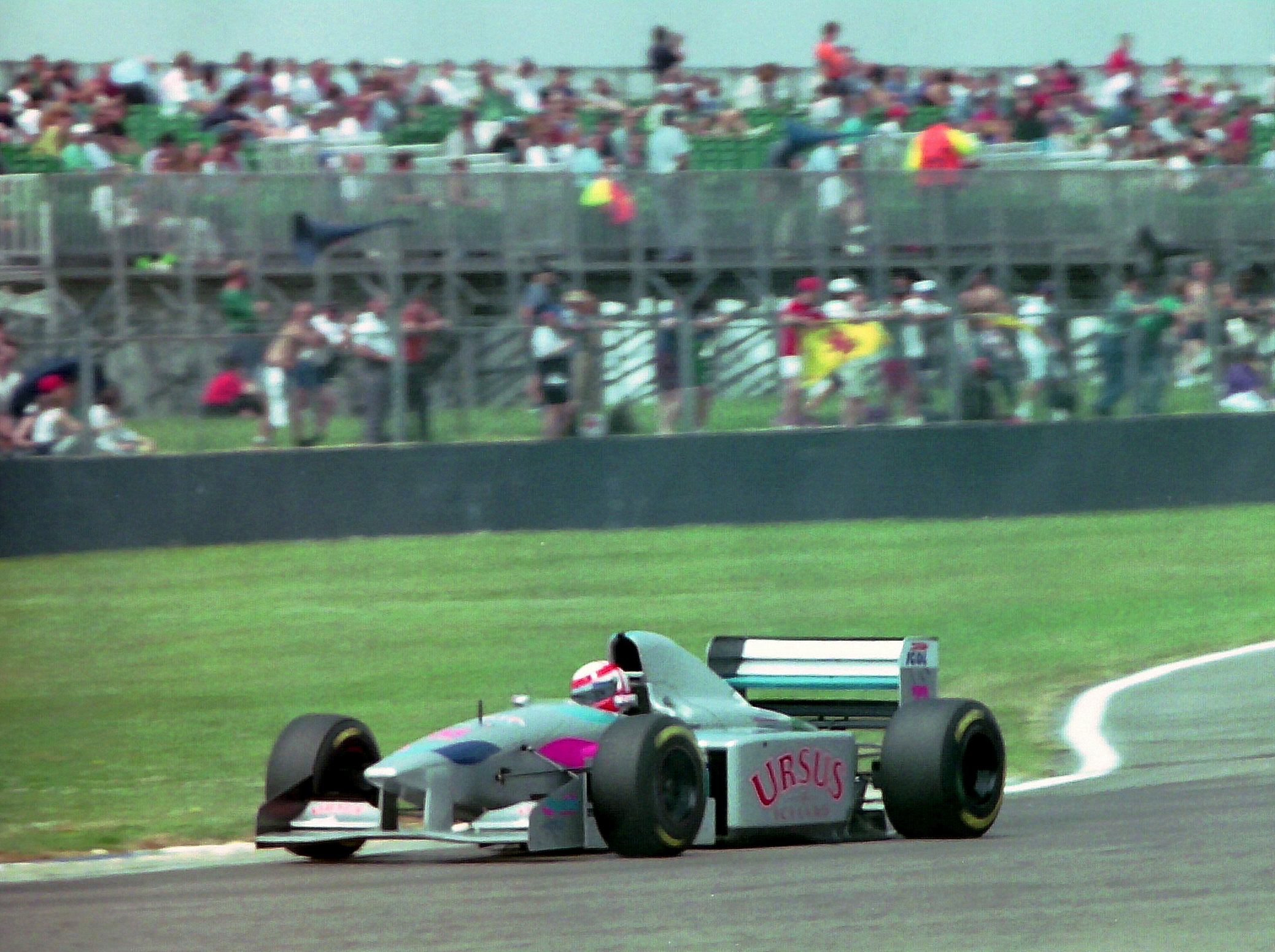
Paul Belmondo in de Pacific PR01 tijdens de Grote Prijs van Groot-Brittannië in 1994.

## Privé
Belmondo is een zoon van acteur Jean-Paul Belmondo. Hij had in de jaren 80 een relatie met prinses Stéphanie van Monaco. Sinds 1990 is Belmondo getrouwd met de Italiaanse presentatrice en tv-kok Luana Tenca. Ze hebben samen drie kinderen.

## Resultaten

### 24 uur van Le Mans resultaten
| Jaar | Team                                  | Teamgenoten                         | Auto                 | Klasse | Ronden | Positie overall | Positie klasse |
| ---- | ------------------------------------- | ----------------------------------- | -------------------- | ------ | ------ | --------------- | -------------- |
| 1985 | New Man-Joest Racing                  | Mauricio de Narváez Kenper Miller   | Porsche 956          | C1     | 277    | DNF             | DNF            |
| 1987 | Brun Motorsport                       | Michel Trollé Pierre de Thoisy      | Porsche 962C         | C1     | 88     | DNF             | DNF            |
| 1988 | Courage Compétition                   | François Migault Ukyo Katayama      | Courage C22-Porsche  | C1     | 66     | DNF             | DNF            |
| 1989 | Obermaier Racing Primagaz Competition | Jürgen Lässig Pierre Yver           | Porsche 962C         | C1     | 61     | DNF             | DNF            |
| 1993 | TWR Jaguar Racing                     | Jay Cochran Andreas Fuchs           | Jaguar XJ220         | GT     | 176    | DNF             | DNF            |
| 1995 | Venturi Automobiles SA                | Jean-Marc Gounon Arnaud Trévisol    | Venturi 600LM        | GT1    | 193    | NC              | NC             |
| 1996 | Ennea SRL Igol                        | Jean-Marc Gounon Éric Bernard       | Ferrari F40 GTE      | GT1    | 40     | DNF             | DNF            |
| 1999 | Paul Belmondo Racing                  | Tiago Monteiro Marc Rostan          | Chrysler Viper GTS-R | GTS    | 299    | 17e             | 6e             |
| 2004 | Paul Belmondo Racing                  | Claude-Yves Gosselin Marco Saviozzi | Courage C65-JPX      | LMP2   | 80     | DNF             | DNF            |
| 2005 | Paul Belmondo Racing                  | Didier André Rick Sutherland        | Courage C65-Ford     | LMP2   | 294    | 22e             | 3e             |

### Formule 1 resultaten
| Kleur  | Resultaat                              |
| ------ | -------------------------------------- |
| Goud   | Winnaar                                |
| Zilver | Tweede plaats                          |
| Brons  | Derde plaats                           |
| Groen  | Gefinisht (punten behaald)             |
| Blauw  | Gefinisht (geen punten behaald)        |
| Blauw  | Niet geklasseerd (NC)                  |
| Paars  | Uitgevallen (DNF)                      |
| Rood   | Niet gekwalificeerd (DNQ)              |
| Zwart  | Gediskwalificeerd (DSQ)                |
| Wit    | Niet gestart (DNS)                     |
| Blanco | Gewond (INJ)                           |
| Blanco | Uitgesloten (EX)                       |
| Blanco | Teruggetrokken (WD) / Niet deelgenomen |
| P      | Poleposition                           |
| S      | Snelste ronde                          |

| Jaar | Inschrijving       | Chassis      | Motor     | 1       | 2       | 3       | 4       | 5       | 6       | 7       | 8       | 9       | 10      | 11      | 12      | 13      | 14      | 15      | 16      | Pos. | Punten |
| ---- | ------------------ | ------------ | --------- | ------- | ------- | ------- | ------- | ------- | ------- | ------- | ------- | ------- | ------- | ------- | ------- | ------- | ------- | ------- | ------- | ---- | ------ |
| 1992 | March F1           | March CG911  | Ilmor V10 | RSA DNQ | MEX DNQ | BRA DNQ | SPA 12  | SMR 13  | MON DNQ | CAN 14  | FRA DNQ | GBR DNQ | DUI 13  | HON 9   | BEL     | ITA     | POR     | JPN     | AUS     | NC   | 0      |
| 1994 | Pacific Grand Prix | Pacific PR01 | Ilmor V10 | BRA DNQ | PAC DNQ | SMR DNQ | MON Ret | SPA Ret | CAN DNQ | FRA DNQ | GBR DNQ | DUI DNQ | HON DNQ | BEL DNQ | ITA DNQ | POR DNQ | EUR DNQ | JPN DNQ | AUS DNQ | NC   | 0      |